# Каштан американский
Кашта́н америка́нский, или Кашта́н зу́бчатый (лат. Castanea dentata) — дерево, вид рода Каштан (Castanea) семейства Буковые (Fagaceae).

## Распространение и экология
В природе ареал вида охватывает Северную Америку — на севере от штата Мэн (43° с. ш.) и северных берегов озёр Онтарио и Мичиган по Аллеганским горам на юг до центральной части штатов Миссисипи, Луизианы и Алабамы.
Произрастает, главным образом, в хвойно-широколиственных лесах на восточных склонах гор на высоте 400—1200 м над уровнем моря.
|                                                                                            |
|                                                                                            |
|                                                                                            |
|                                                                                            |
| Сверху вниз: Ствол молодого растения. Листья. Зелёные плоды. Зрелые плоды, орехи и листья. |

В настоящее время сохранился главным образом в порослевом виде и в небольших количествах, так как в 80—90-х годах XIX века его леса и культуры были сильно повреждены грибком Endonia parasitica, занесённым из Китая вместе с каштаном мягчайшим.
Скорость роста американского каштана составляет 0,5—1 метр за год. Растёт до 60—70 лет, к 80 годам требует срубки.
Выдерживает высокую загрязнённость воздуха, поэтому может произрастать в городах.
Относится к светолюбивым и быстрорастущим породам. В северных частях своего ареала выносит морозы до -27°С, являясь наиболее холодостойким из этого рода.

## Ботаническое описание
Дерево высотой до 30—35 м, при диаметре ствола 1,5 м. При росте на свободе крона мощная, низкоопущенная, шатровидная с толстыми сучьями. Молодые побеги несколько свисающие, угловатые, почти голые, двулетние серо-коричневые с мелкими беловатыми чечевичками. Кора коричневая, глубокобороздчатая.
Почки длиной 6—7 мм, яйцевидно-заострённые. Черешки длиной 1—1,5 см, голые и ресничатые по краю. Прилистники овально-ланцетные, слабо опушенные. Листья ланцетные, длиной 12—24 см, шириной 4,5—5,5 см, на вершине постепенно заострённые, с клинообразным, несколько неравнобоким, основанием, имеющие 18—20 пар боковых жилок, оканчивающихся в острых верхушках крупных зубцов, направленных к вершине листа, сверху голые и тускло-желтовато-зелёные, снизу более светлые, голые или с мелкими редкими железистыми волосками вдоль нервов. Осенью листья становятся бледно-жёлтыми.
Соцветие — длинные мужские колосья длиной 15—20 см, на основаниях которых находятся женские цветки.
Плюска при зрелых плодах диаметром 5—7,5 см, с голыми ветвистыми тонкими колючками, в каждой плюске по 2—3 плода. Плоды диаметром 1—2,5 см, густо опушённые, особенно у вершины, оттянутой в длинный прямой или согнутый носик, почти равный высоте плода.
Плодоносить начинает в 4 года жизни.
Цветёт в июле.

## Значение и применение
Древесина крепкая, эластичная, красновато-коричневатая с узкой светлой заболонью. Ценится за свою долговечность при соприкосновении с землёй. Древесина очень прочная, используется для столярных изделий, музыкальных инструментов, на шпалы, телеграфные столбы, для добывания дубильных веществ. В США около половины и более всех заготовляемых дубильных веществ получается из каштана зубчатого. Особенно много танина содержится в коре корней (25—37%), затем в древесине, в коре ствола и ветвей 6%.
Введен в культуру около 1750 года в Западной Европе и около 1800 года в Северной Америке. В России в культуре встречается редко. Выведено несколько десятков культурных сортов, отличающихся крупными и сладкими плодами.
Плоды сладкие. В сухом состоянии содержат 6,10% воды, 10,8% белка, 7,8% жира, 73,0% углеводов, 2,4% золы. Являются очень питательным продуктом, превосходящим по вкусовому достоинству плоды каштана посевного и широко используются в кулинарии.

## Таксономия
Вид Каштан американский входит в род Каштан (Castanea) подсемейства Castaneoideae семейства Буковые (Fagaceae) порядка Букоцветные (Fagales).
|  |                                      |  |                                                             |                                                             |                   |  | ещё 7 семейств (согласно Системе APG II) | ещё 7 семейств (согласно Системе APG II)         |                                                  |  |  |  | ещё 3 рода (согласно Системе APG II) | ещё 3 рода (согласно Системе APG II) |  |  |
|  |                                      |  |                                                             |                                                             |                   |  | ещё 7 семейств (согласно Системе APG II) | ещё 7 семейств (согласно Системе APG II)         |                                                  |  |  |  | ещё 3 рода (согласно Системе APG II) | ещё 3 рода (согласно Системе APG II) |  |  |
|  |                                      |  |                                                             | порядок Букоцветные                                         |                   |  |                                          |                                                  | подсемейство Castaneoideae                       |  |  |  |                                      | вид Каштан американский              |  |  |
|  |                                      |  |                                                             | порядок Букоцветные                                         |                   |  |                                          |                                                  | подсемейство Castaneoideae                       |  |  |  |                                      | вид Каштан американский              |  |  |
|  | отдел Цветковые, или Покрытосеменные |  |                                                             |                                                             | семейство Буковые |  |                                          |                                                  | род Каштан                                       |  |  |  |                                      |                                      |  |  |
|  | отдел Цветковые, или Покрытосеменные |  |                                                             |                                                             |                   |  |                                          |                                                  |                                                  |  |  |  |                                      |                                      |  |  |
|  |                                      |  | ещё 44 порядка цветковых растений (согласно Системе APG II) | ещё 44 порядка цветковых растений (согласно Системе APG II) |                   |  |                                          | подсемейство Fagoideae (согласно Системе APG II) | подсемейство Fagoideae (согласно Системе APG II) |  |  |  | ещё 9 видов                          |                                      |  |  |
|  |                                      |  |                                                             | ещё 44 порядка цветковых растений (согласно Системе APG II) |                   |  |                                          |                                                  | подсемейство Fagoideae (согласно Системе APG II) |  |  |  |                                      |                                      |  |  |